# Ranunculus aquatilis
El ranúnculo acuático (Ranunculus aquatilis) es una especie perteneciente a la familia Ranunculaceae que habita los ríos y arroyos de casi toda Europa, Norteamérica y noroeste de África.

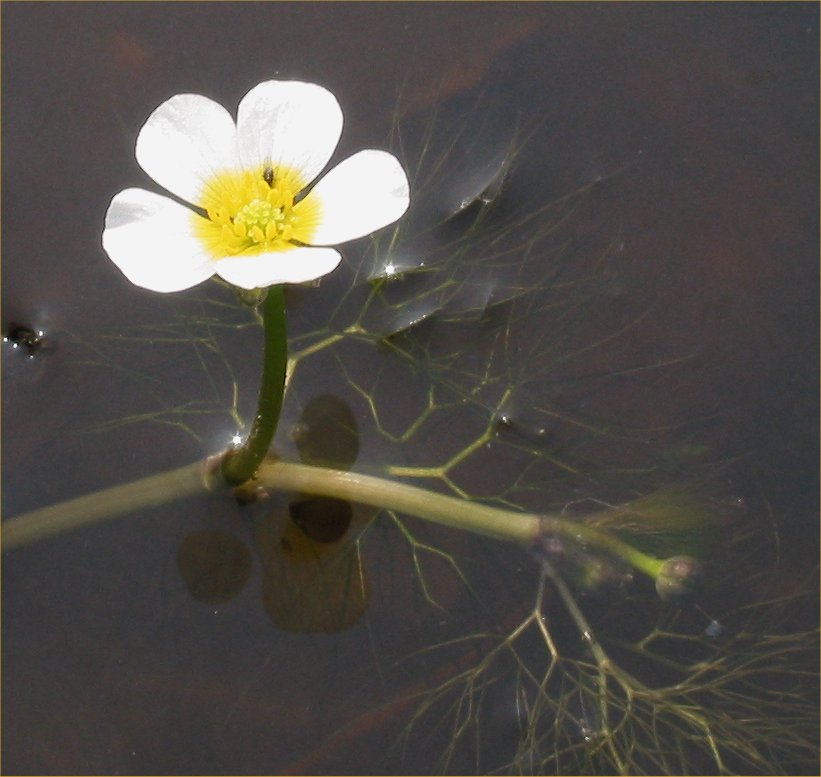
Detalle de la flor.

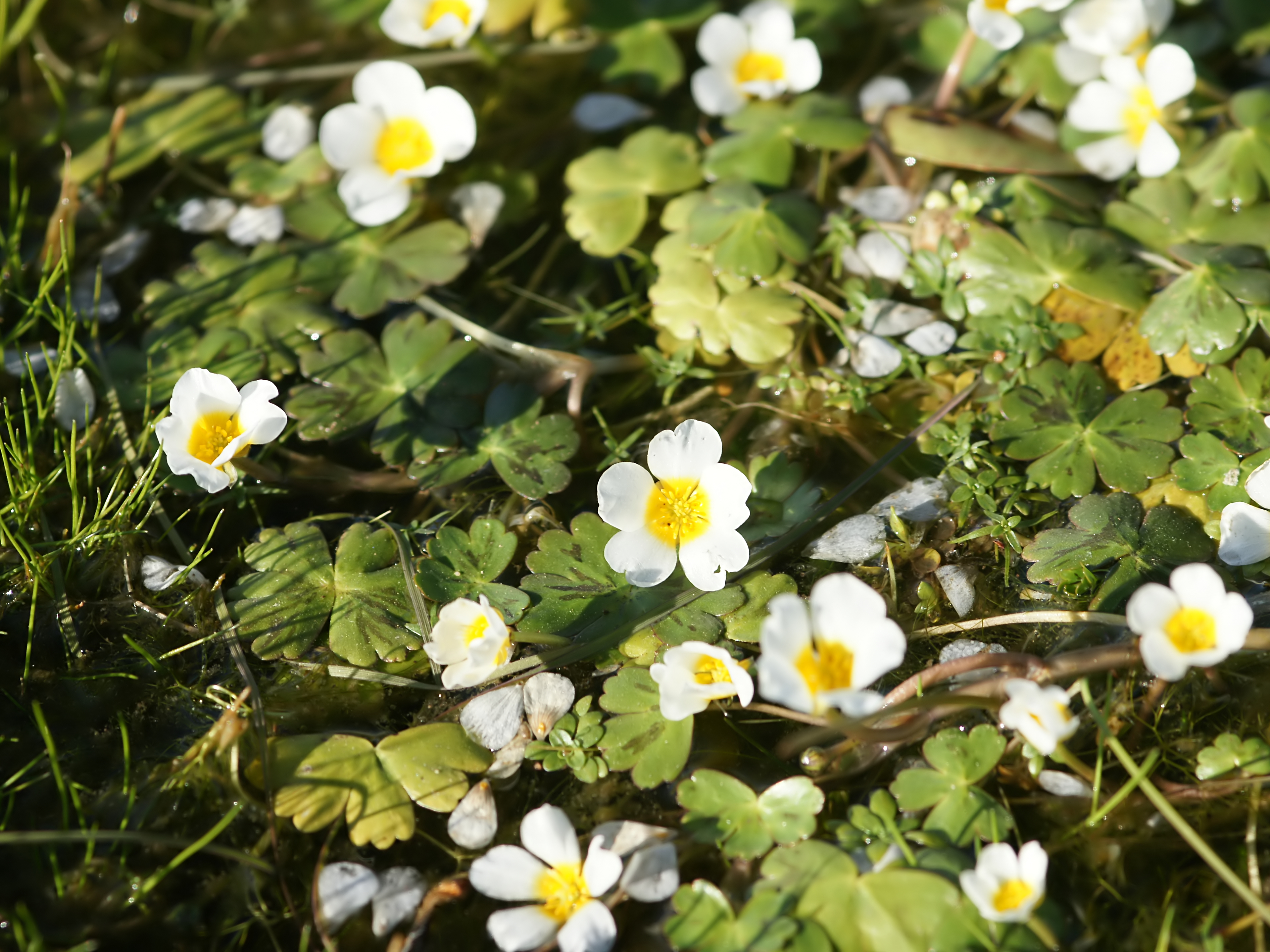
Flores

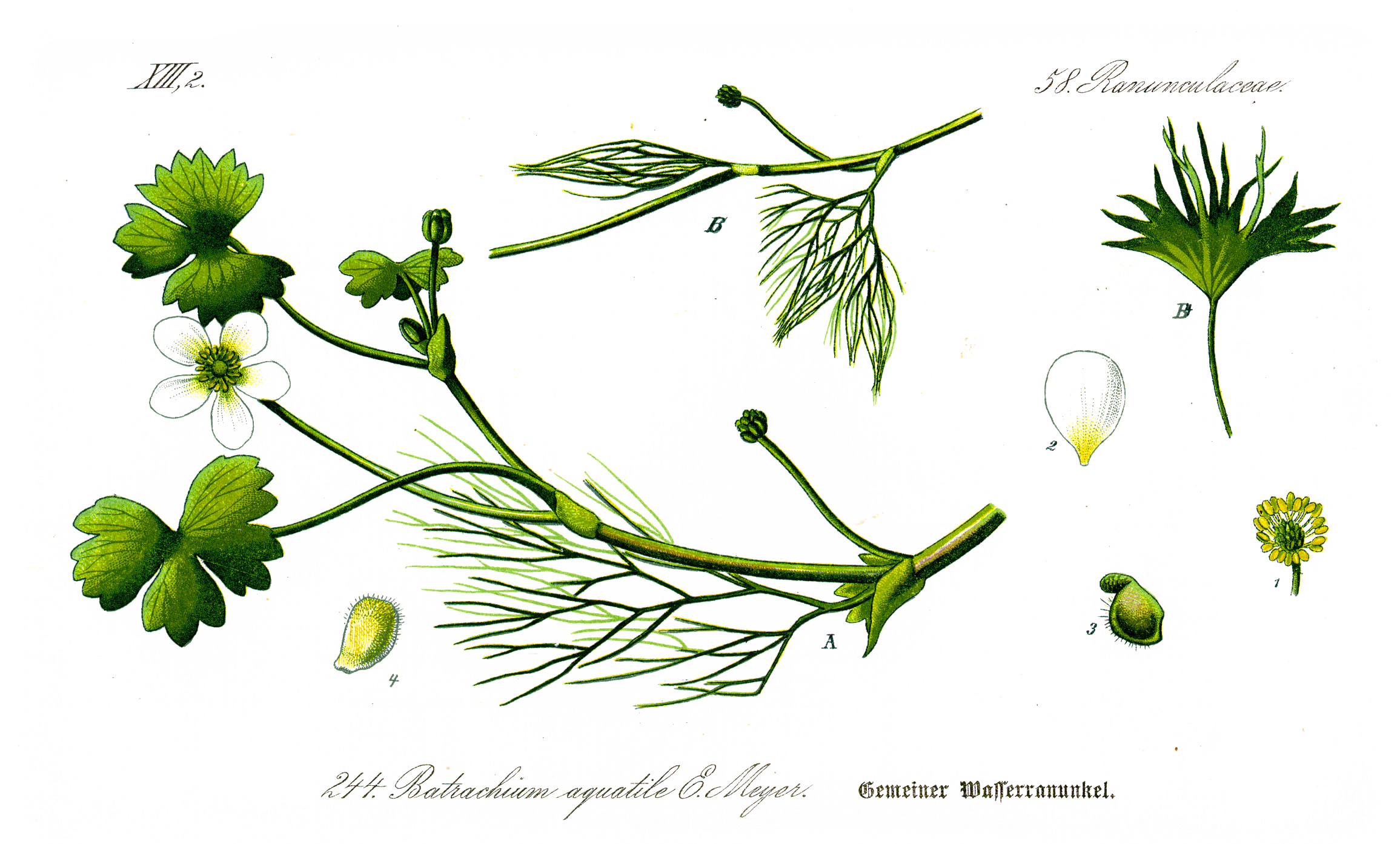
Ilustración

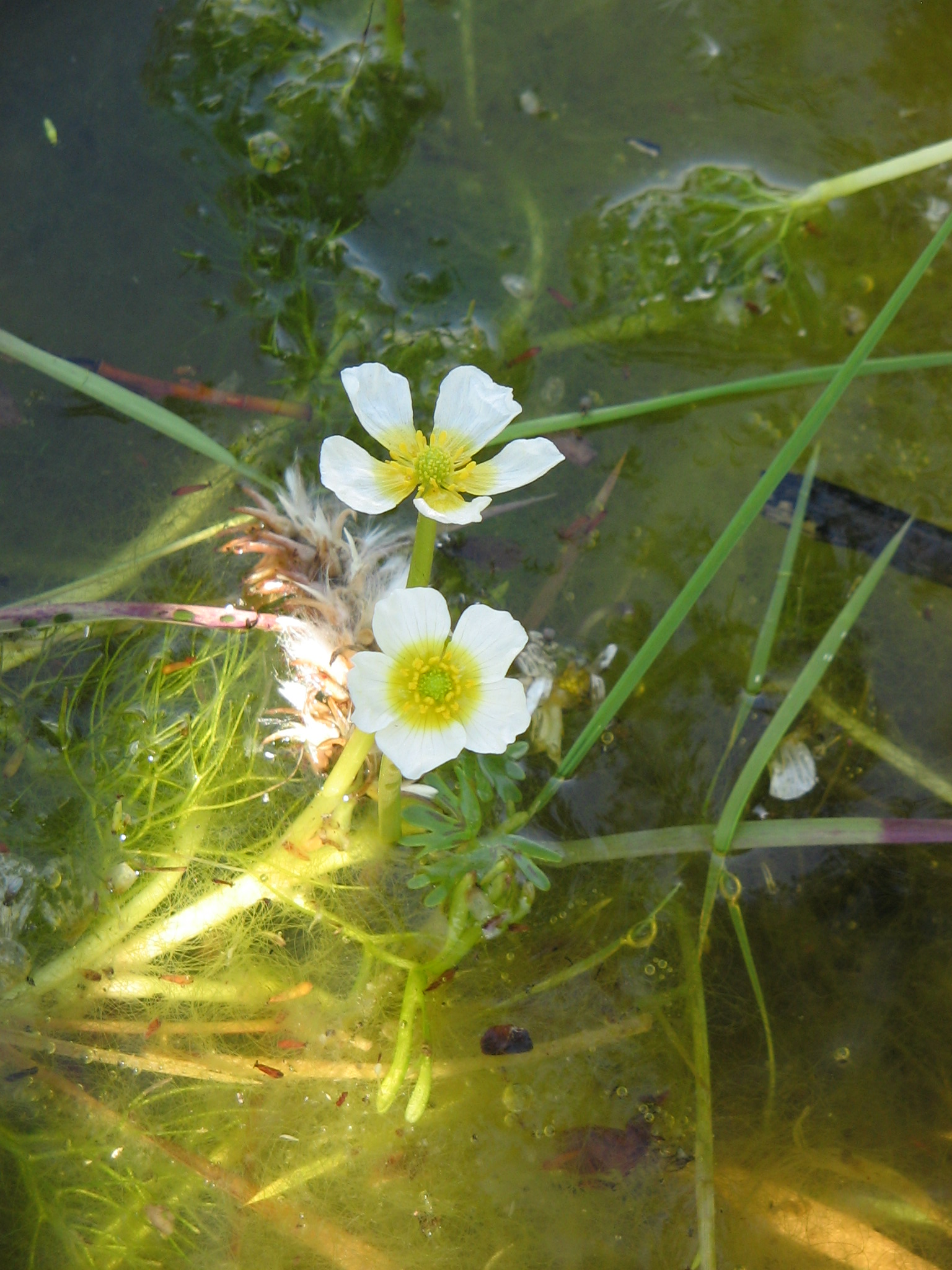
Vista de la planta

## Descripción
Planta de tallos flotantes, fistulosos y ramosos. Las hojas sumergidas son de contorno ovalado y muy lobuladas, con peciolo corto o nulo, se adhieren entre sí al sacarlas del agua; las nadadoras son pecioladas, con limbo arriñonado con 3 a 5 lóbulos obtusos, a veces manchado de negro. La vaina del peciolo se encuentra en gran parte adherida al mismo. Los pedúnculos están encorvados y son tan largos o más que las hojas.
Las flores tienen cinco pétalos blancos con los centros amarillos y se encuentran unos centímetros por encima del agua, son hermafroditas y se agrupan en racimos. Las hojas flotantes mantienen a flote las flores y crecen al mismo tiempo. Los frutos son aquenios.
En corrientes fuertes de agua no puede crecer.

## Taxonomía
Ranunculus aquatilis fue descrita por Carlos Linneo y publicado en Species Plantarum 1: 556. 1753.
Etimología
Ver: Ranunculus
aquatilis: epíteto latino que significa "que vive en el agua".
Sinonimia
Variedades
- Ranunculus aquatilis var. nipponicus Makino [?]
- Ranunculus aquatilis subvar. terrestris Gren. & Godr.
- Ranunculus aquatilis subvar. submersus Gren. & Godr.
- Ranunculus aquatilis subvar. fluitans Gren. & Godr.
- Ranunculus aquatilis var. radiatus N.H.F.Desp. [1838]
- Ranunculus aquatilis var. peltatus N.H.F.Desp. [1838]
- Ranunculus aquatilis var. heterophyllus DC. [1817]
- Ranunculus aquatilis subsp. mongolicus Krylov [1931]
- Ranunculus aquatilis subsp. heterophyllus (Weber) Syme in Sowerby [1863]
- Ranunculus aquatilis subsp. diversifolius Ehrh. [1780]

Sinonimia
- Ranunculus aquaticus Lam.
- Ranunculus trichophyllus subsp. godronii (Gren.) P.Fourn.
- Ranunculus trichophyllus proles godronii (Gren.) Rouy & Foucaud
- Ranunculus paui Sennen
- Ranunculus nipponicus (Makino) Nakai
- Ranunculus leiospermus Hartm. [1879]
- Ranunculus hypotrichus Turcz. [1854]
- Ranunculus hydrocharis Spenn. [1829]
- Ranunculus heterophyllus Weber in F.H.Wigg. [1780]
- Ranunculus grayanus Freyn [1890]
- Ranunculus godronii (Gren.) Gren. [1865]
- Ranunculus diversifolius Schrank [1789]
- Ranunculus divaricatus subsp. circinatoides (Arv.-Touv.) P.Fourn. [1928]
- Ranunculus circinatoides Arv.-Touv. [1871]
- Ranunculus carinatus (Schur) Freyn in A.Kern. [1881]
- Ranunculus aquaticus Neck. [1768]
- Ranunculus acutilobus Merino [1905]
- Batrachium peltatum Bercht. & J.Presl [1823]
- Batrachium mongolicum (Krylov) Krecz. in Kom. [1937]
- Batrachium godronii Gren. [1848]
- Batrachium gilibertii V.I.Krecz. in Kom. [1937]
- Batrachium carinatum Schur [1877]
- Ranunculus peltatus Moench [1794, Meth.: 214] non Schrank [1789] [nom. illeg.]
- Batrachium aquatile (L.) Dumort.[5]

Híbridos
- Ranunculus × lambertii A. Félix (1912) - Hibrida con R. baudotii
- Ranunculus × lutzii A. Félix (1912) - Hibrida con R. trichophyllus
- Ranunculus × virzionensis A. Félix (1912) – Hibrida  con R. peltatus

## Nombres comunes
Cancel de las ninfas, carmona, clavel de agua, flor langunera, hierba lagunera (4), milenrama acuática, ranúnculo, ranúnculo acuático.